# 跃进镇
跃进镇，是中华人民共和国四川省绵阳市三台县曾经下辖的一个镇。原为凯河镇，2017年更名为跃进镇。2019年12月25日，撤销跃进镇和上新乡，将其所属行政区域划归西平镇管辖。

## 行政区划
跃进镇撤销前下辖以下地区：
场镇社区、跃进场社区、翻水埝村、老龙观村、马房楼村、高桥寺村、马家观村、川祖庙村、园潭子村、王长沟村、李家嘴村、白庙嘴村、橙子梁村、徐家埝村、高碾房村、风吹树村、三元坝村和石包埝村。